# Grenville (Nowy Meksyk)
Grenville – wieś w Stanach Zjednoczonych, w stanie Nowy Meksyk, w hrabstwie Union.